# Aloe buchlohii
Aloe buchlohii ist eine Pflanzenart der Gattung der Aloen in der Unterfamilie der Affodillgewächse (Asphodeloideae). Das Artepitheton buchlohii ehrt den deutschen Botaniker Günther Buchloh (* 1923).

## Beschreibung

### Vegetative Merkmale
Aloe buchlohii wächst stammlos, ist einfach oder bildet kleine Gruppen. Die zehn bis 20 lanzettlich spitz zulaufenden Laubblätter bilden dichte Rosetten. Die grüne, gelegentlich rötlich überhauchte Blattspreite ist 40 bis 50 Zentimeter lang und 3 Zentimeter breit. Auf ihr befinden sich nahe der Basis einige wenige Flecken. An der Spitze sitzt ein kleiner Enddorn. Die stechenden, rötlich braun gespitzten Zähne am Blattrand sind 3 Millimeter lang und stehen 8 Millimeter voneinander entfernt.

### Blütenstände und Blüten
Der Blütenstand ist einfach oder weist ein bis zwei Zweige auf. Er erreicht eine Länge von 60 bis 90 Zentimeter. Die ziemlich dichten, zylindrischen bis fast kopfigen Trauben sind 10 bis 20 Zentimeter lang und 7 Zentimeter breit. Die eiförmig spitz zulaufenden Brakteen weisen eine Länge von 3 bis 7 Millimeter auf und sind 2,5 Millimeter breit. Die hellgelben oder an der Basis hell rosaroten Blüten werden darüber gelblich. Sie stehen an 15 bis 20 Millimeter langen Blütenstielen. Die Blüten sind etwa 25 Millimeter lang und an ihrer Basis kurz verschmälert. Auf Höhe des Fruchtknotens weisen die Blüten einen Durchmesser von 7 Millimeter auf. Darüber sind sie kaum verengt. Ihre äußeren Perigonblätter sind fast nicht miteinander verwachsen. Die Staubblätter und der Griffel ragen etwa 4 Millimeter aus der Blüte heraus.

## Systematik und Verbreitung
Aloe buchlohii ist auf Madagaskar auf bloßgelegten Granitfelsen in Höhen von etwa 100 Metern verbreitet.
Die Erstbeschreibung durch Werner Rauh wurde 1966 veröffentlicht.

## Nachweise